# Нувара-Елія (підрозділ окружного секретаріату)
Підрозділ окружного секретаріату Нувара-Елія — підрозділ окружного секретаріату округу Нувара-Елія, Центральна провінція, Шрі-Ланка. Складається з 72 Грама Ніладхарі.